# Karen Handel

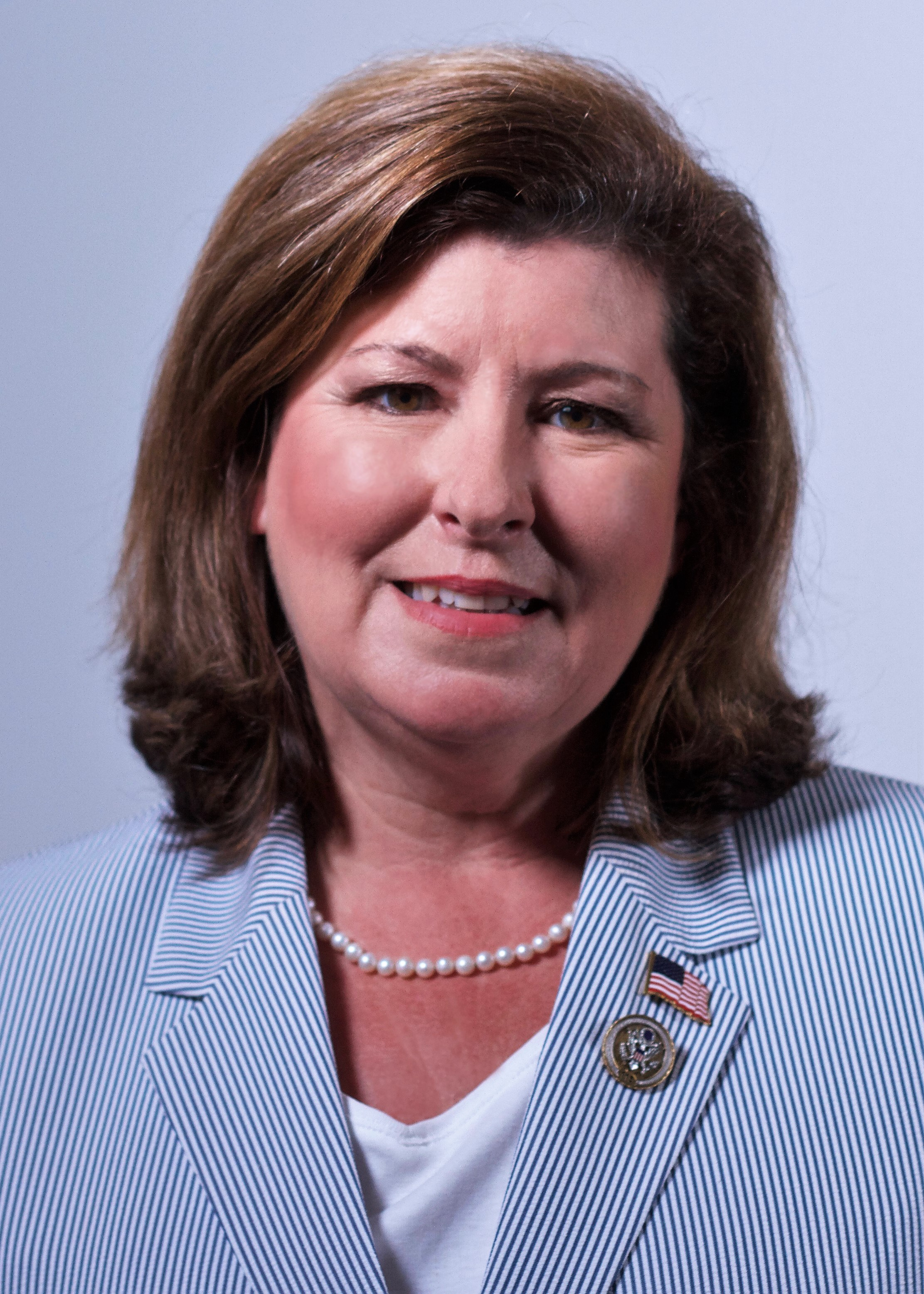
Karen Handel (2017)

Karen Christine Handel (* 18. April 1962 in Washington, D.C.) ist eine US-amerikanische Politikerin der Republikanischen Partei. Sie gehörte seit dem 26. Juni 2017 dem Repräsentantenhaus der Vereinigten Staaten an und schied nach ihrer Wahlniederlage Anfang 2019 aus dem Kongress aus. Zuvor war sie von 2007 bis 2010 Secretary of State von Georgia. 2010 hatte sie sich als Gouverneurin ihres Bundesstaats und 2014 für den Senat der Vereinigten Staaten beworben.

## Familie, Ausbildung und Beruf
Karen Handel, geb. Walker, wuchs in bescheidenen Verhältnissen in Upper Marlboro, Maryland, auf und zog im Alter von 17 Jahren bei ihrer gewalttätigen, alkoholkranken Mutter aus. Dort schloss sie 1980 die Highschool ab und studierte am Community College des Prince George’s County und an der University of Maryland ohne Abschluss, wurde aber später als Buchhalterin zugelassen. Anschließend arbeitete sie für das Unternehmen Hallmark Cards und später für international tätige Unternehmen wie Ciba Vision und KPMG.
Sie betreibt die Beratungsfirma Handel Strategy Group, die sie 2010 gründete. Im April 2011 wurde Handel Vizepräsidentin der Stiftung Susan G. Komen for the Cure, einer Initiative gegen Brustkrebs, mit der sie schon bei Hallmark Cards zusammenarbeitete, und legte dieses Amt im Februar 2012 nieder, weil die Initiative ihre Verbindung zu Planned Parenthood nicht aufgab, was sie in ihrem daraufhin veröffentlichten und landesweite Aufmerksamkeit erregenden Buch Planned Bullyhood kritisierte.
Als stellvertretende Stabschefin der Second Lady Marilyn Quayle, der Ehefrau des Vizepräsidenten Dan Quayle, arbeitete sie an Programmen gegen Brustkrebs und füllte ab Dezember 2002 die gleiche Position beim Gouverneur Georgia’s, Sonny Perdue, aus.
Handel zog in den 1990er Jahren nach Georgia und lebt mit ihrem Mann Steve Handel, der in der IT-Branche arbeitet, in Roswell.

## Politische Laufbahn
Als Vorsitzende der Chamber of Commerce des nördlichen Fulton County ab 2000 wurde sie im November 2003 zur Vorsitzenden der County Commission des Fulton County, des einwohnerreichsten Bezirks des Bundesstaates mit der Hauptstadt Atlanta, gewählt, nachdem sie im November 2002 noch die Wahl verloren hatte. Ihr gelang es, den Haushalt des Countys auszugleichen, wurde aber dafür kritisiert, dass die Ausgaben für ihr Büro stiegen.
Seit ihrem Wahlkampf für das Amt des Secretary of State Georgias 2006 wird Handel von Konkurrenten vorgeworfen, entgegen der Ansicht großer Teile ihrer Partei Schwangerschaftsabbrüche zu unterstützen, was sie immer wieder verneint hat. Nachdem sie im November 2006 gewählt worden war, trat sie das Amt des Secretary of State am 8. Januar 2007 als erste Republikanerin an. In diesem Amt setzte sie ein Gesetz durch, das für die Identifizierung von Wählern höhere Hürden anlegt, was von Demokraten kritisiert wird, da insbesondere Minderheiten dadurch die Teilnahme an Wahlen erschwert wird.
Im März 2009 gab Handel bekannt, sich für das Gouverneursamt von Georgia zu bewerben, und erreichte im Juli 2010 mit Unterstützung Sarah Palins den ersten Platz in der ersten Runde der parteiinternen Vorwahl, unterlag aber im August in der Stichwahl knapp gegen Nathan Deal, den sie bei seiner Wiederwahlkampagne 2014 unterstützte. 2014 bewarb sie sich um die Nachfolge von Saxby Chambliss im Senat der Vereinigten Staaten, kam jedoch in der Vorwahl der Republikaner im Mai 2014 nur auf den dritten Platz.
Im Februar 2017 machte Handel öffentlich, sich bei der außerordentlichen Nachwahl für den 6. Kongresswahlbezirk Georgias um die Nachfolge von Tom Price zu bewerben, der im Kabinett Trump I Gesundheitsminister geworden war. Unterstützt unter anderem von Saxby Chambliss, erreichte sie in der ersten Runde der Nachwahl – in der Vertreter aller Parteien gegeneinander antreten – mit 19,8 Prozent der Stimmen den zweiten Platz nach dem Demokraten Jon Ossoff und zog, weil dieser keine absolute Mehrheit der Stimmen erreicht hatte, gegen ihn in die Stichwahl ein. In diesem vorstädtischen Wahlkreis mit überdurchschnittlich hoher formaler Bildung, in dem die demokratische Präsidentschaftskandidatin Hillary Clinton im November 2016 mit nur zwei Prozentpunkten Unterschied unterlegen war, während Price zeitgleich sein Kongressmandat mit 23 Prozentpunkten Vorsprung verteidigt hatte, gewann Handel am 20. Juni 2017 die Stichwahl mit 51,9 zu 48,1 Prozent der Stimmen. Mit über 40 Millionen US-Dollar Gesamtkosten war dieser Wahlkampf der teuerste jemals für ein Kongressmandat. Handel trat ihr Mandat mit der Vereidigung am 26. Juni 2017 an und war die erste Frau, die Georgia im Repräsentantenhaus vertrat.
Bei der Wahl im November 2018 traf Handel auf die Demokratin Lucy McBath, die als Aktivistin für Waffenkontrolle bekannt wurde, nachdem ihr 17-jähriger Sohn erschossen worden war, weil er zu laut Musik gehört hatte. Handel unterlag bei der Wahl, die als völlig offen gegolten hatte, mit 49,5 zu 50,5 Prozent der Stimmen und schied am 3. Januar 2019 aus dem Kongress aus.
2020 kam es bei der Wahl zum Repräsentantenhaus erneut zum Duell McBath gegen Handel. Auch diesmal unterlag Handel. Sie erreichte 45,4 %, McBath dagegen 54,6 %.

## Belege
1. 1 2 3 4  Jonathan Martin: Who Is Karen Handel? A Georgia Runoff Candidate Familiar to Voters. In: The New York Times, 19. April 2017.
2. 1 2  Aaron Gould Sheinin: Seasoned Handel ready for the spotlight. In: The Atlanta Journal-Constitution, 14. Mai 2014.
3. 1 2 3  Karen Handel. (Memento vom 28. Juli 2010 im Internet Archive) In: SOS.ga.gov.
4. 1 2 3  Jim Denery: Who is Karen Handel? In: The Atlanta Journal-Constitution, 20. Juni 2017.
5. ↑  Karen Rosen: Keeping Up with Karen Handel. In: Atlanta Trend.
6. ↑  Abigail Pesta: Former Komen Official Karen Handel Attacks Planned Parenthood in New Book, Calls It a ‘Schoolyard Thug’. In: The Daily Beast, 9. Mai 2012.
7. ↑  Simone Pathé: Jon Ossoff, Karen Handel Advance to Runoff in Georgia Special Election. In: Roll Call, 19. April 2017.
8. ↑  Nate Cohn: The 15 Best-Educated Congressional Districts in the U.S. In: The New York Times, 19. Juni 2017; Christopher Bates: Democrats Go 0-for-2 in Georgia, South Carolina. In: Electoral-Vote.com, 21. Juni 2017; Georgia Election Results: Handel Defeats Ossoff in U.S. House Race. In: The New York Times, 21. Juni 2017.
9. ↑  Alicia Parlapiano, Rachel Shorey: Who Financed the Georgia Sixth, the Most Expensive House Election Ever. In: The New York Times, 20. Juni 2017.
10. ↑  Tamar Hallerman: Georgia’s Handel takes oath to kick off congressional career. In: The Atlanta Journal-Constitution, 26. Juni 2017.
11. ↑  Eric Brader, Kyung Lah: Gun control activist Lucy McBath wins Democratic nomination in Georgia House race, CNN projects. In: CNN.com, 25. Juli 2018.
12. ↑  Georgia’s Sixth House District Election Results: Lucy McBath vs. Karen Handel. NYTimes.com, 28. Januar 2019, abgerufen am 5. Januar 2021 (englisch).
13. ↑  Lucy McBath wins Georgia’s 6th Congressional District seat. In: The Washington Post, 14. November 2018.
14. ↑  Shawn Hubler: Lucy McBath Wins Georgia Rematch, Holding House Seat for Democrats. NYTimes.com, 4. November 2020, abgerufen am 5. Januar 2021 (englisch).
15. ↑  Georgia Election Results: Sixth Congressional District. NYTimes.com, 24. November 2020, abgerufen am 5. Januar 2021 (englisch).

| Personendaten    | Personendaten                                         |
| ---------------- | ----------------------------------------------------- |
| NAME             | Handel, Karen                                         |
| ALTERNATIVNAMEN  | Handel, Karen Christine (vollständiger Name)          |
| KURZBESCHREIBUNG | amerikanische Politikerin der Republikanischen Partei |
| GEBURTSDATUM     | 18. April 1962                                        |
| GEBURTSORT       | Washington, D.C.                                      |